# Американська історія жаху: Культ
«Американська історія жаху: Культ» (англ. American Horror Story: Cult) — сьомий сезон телесеріалу «Американська історія жаху», який транслювався на каналі FX з 5 вересня до 14 листопада 2017 року.
В Культі залишились актори з попередніх сезонів Сара Полсон, Еван Пітерс, Шайєнн Джексон, Джон Керролл Лінч, Емма Робертс, Мер Віннінгем, Френсіс Конрой та Джеймі Брюер. Новачками стали Біллі Лурд та Елісон Пілл. Загалом сезон отримав позитивні відгуки критиків.

## Сюжет
Події у сезоні розгортаються у передмісті сучасного Детройту. В центрі сюжету героїня, яку грає Сара Полсон. Вона мешканка Нью-Йорка, у якої посттравматичний стресовий розлад через події 11 вересня. Тому героїня має три фобії: трипофобію — страх перед дірками, кластерними отворами, їх скупченнями, коулрофобію — боязнь Клоунів та гемофобію — страх крові. З часом, завдяки дружині, героїня опановує свої фобії. Але перемога на президентських виборах Дональда Трампа поновлює її страхи. Їй погрожує група злих клоунів, яких об'єднують ідеї «Механічного апельсина», а дружина думає, що це черговий психоз. Тому потрібно рішуче діяти, щоб захистити себе та рідних.

## Актори

### Головні персонажі
- Сара Полсон — Еллісон «Еллі» Мейфер-Річардс та Сьюзен Аткінс
- Еван Пітерс — Кай Андерсон, Енді Воргол, Маршалл Епплвайт, Девід Кореш, Джим Джонс, Ісус Христос та Чарлз Менсон
- Шайєнн Джексон — доктор Руді Вінсент Андерсон
- Біллі Лурд — Вінтер Андерсон та Лінда Касабян
- Елісон Пілл — Айві Мейфер-Річардс

### Спеціально запрошені зірки
- Біллі Айкнер — Гаррісон Вілтон та Чарльз «Текс» Вотсон
- Емма Робертс — Серіна Белінда
- Мер Віннінгем — Саллі Кеффлер
- Лена Дангем — Валері Соланас
- Френсіс Конрой — Бібі Беббот

### Другорядні персонажі
- Адіна Портер — Беверлі Гоуп
- Колтон Гейнс — детектив Джек Семюелс
- Леслі Гроссман — Медоу Вілтон та Патріція Кренвікель
- Чез Боно — Гері Лонгстріт
- Купер Додсон — Озімандіас «Оз» Мейфер-Річардс
- Дермот Малруні — Боб Томпсон
- Кемерон Коупертуейт — Спідвегон

### Запрошені зірки
- Тім Канг — Том Чанг
- Джон Керролл Лінч — клоун Твісті
- Хорхе-Луїс Пальо — Педро Моралес
- Зак Ворд — Роджер
- Лора Аллен — Роузі
- Рон Мелендес — Марк
- Джеймс Морозінф — Р. Дж.
- Дот-Марф Джонс — мужикувата Мей
- Джеймі Брюер — Хедда
- Рік Спрингфілд — пастор Чарльз
- Рейчел Робертс — Шерон Тейт

## Епізоди
Див. також: Список епізодів телесеріалу «Американська історія жаху»
| Номер серії | Номер серії у сезоні | Назва серії                    | Режисер(и)   | Сценарист(и)              | Оригінальний показ | Код серії | Глядачі США (у мільйонах) |
| ----------- | -------------------- | ------------------------------ | ------------ | ------------------------- | ------------------ | --------- | ------------------------- |
| 74          | 1                    | «Виборча ніч» «Election Night» | Бредлі Букер | Раян Мерфі та Бред Фелчак | 5 вересня 2017     | 7ATS01    | 3,93                      |

Еллі та Айві — подружня пара, яка виховує сина Оза. Еллі має декілька фобій (насамперед коулрофобію, яка спричиняє у неї напади паніки, коли вона переглядає комікси Оза про клоуна Твісті). Страх посилюється після того, як Дональда Трамп стає президентом США, здобувши перемогу на виборах 2016 року. Її психіатр, доктор Руді Вінсент, рекомендує заспокійливі ліки. Невдовзі Еллі починають переслідувати клоуни. Для Оза наймають няньку Вінтер, яка намагається десенсифікувати його до насильства. Оз і Вінтер дають свідчення, що Тома і його дружину забили клоуни, а поліція вважає цей інцидент вбивством-самогубством.
| Номер серії | Номер серії у сезоні | Назва серії                                      | Режисер(и)   | Сценарист(и) | Оригінальний показ | Код серії | Глядачі США (у мільйонах) |
| ----------- | -------------------- | ------------------------------------------------ | ------------ | ------------ | ------------------ | --------- | ------------------------- |
| 75          | 2                    | «Не бійся темноти» «Don't Be Afraid of the Dark» | Ліза Джонсон | Тім Майнір   | 12 вересня 2017    | 7ATS02    | 2,38                      |

Оз розповідає матері і поліції  про клоунів, але Вінтер каже це його фантазії. Смерть містера Чанга звільняє місце голови Міської ради і Кай вирішує закрити цю вакансію. Еллі з недовірою ставиться до нових мешканців будинку Чанга Гаррісона та Медоу Вілтон. У ресторані Еллі між собою конфліктують су-шеф Роджер та іспаномовний працівник Педро. Пізніше ламається система безпеки ресторану, після чого Еллі знаходить мертвого Роджера. Починається розслідування. Еллі тероризують клоуни. Айві відправляє Педро, щоб доставити припаси до будинку, але його випадково вбиває Еллі. Оз стає свідком цієї стрілянини і ще більше травмується.
| Номер серії | Номер серії у сезоні | Назва серії                            | Режисер(и)           | Сценарист(и) | Оригінальний показ | Код серії | Глядачі США (у мільйонах) |
| ----------- | -------------------- | -------------------------------------- | -------------------- | ------------ | ------------------ | --------- | ------------------------- |
| 76          | 3                    | «Сусіди з пекла» «Neighbors from Hell» | Гвінет Гордер-Пейтон | Джеймс Вонг  | 19 вересня 2017    | 7ATS03    | 2,25                      |

Після терапевтичного сеансу з доктором Вінсентом, де пара розповідає про трипофобію Еллі, клоуни проникають в будинок пари і занурюють їх в труни. Збирається пікетування через смерть Петро. Кай обіцяє Еллі, що розжене їх. Оз отримує подарунок — морську свинку.  По сусідству з Еллі дивна вантажівка розпилює зелений газ. Хтось вбиває морську свинку Оза у мікрохвильовці. Еллі підозрює Вілтона, вона лається з Гаррісоном та Медоу. Згодом, Медоу зникає і Гаррісон звинувачує у всьому Еллі.
| Номер серії | Номер серії у сезоні | Назва серії          | Режисер(и)           | Сценарист(и)  | Оригінальний показ | Код серії | Глядачі США (у мільйонах) |
| ----------- | -------------------- | -------------------- | -------------------- | ------------- | ------------------ | --------- | ------------------------- |
| 77          | 4                    | «9 листопада» «11/9» | Гвінет Гордер-Пейтон | Джон Дж. Грей | 26 вересня 2017    | 7ATS04    | 2,13                      |

Зображені події до і після ночі виборів. А також передумови формування культу Кая.
| Номер серії | Номер серії у сезоні | Назва серії       | Режисер(и)  | Сценарист(и) | Оригінальний показ | Код серії | Глядачі США (у мільйонах) |
| ----------- | -------------------- | ----------------- | ----------- | ------------ | ------------------ | --------- | ------------------------- |
| 78          | 5                    | «Отвори» «Отвори» | Меггі Кайлі | Крістал Лью  | 3 жовтня 2017      | 7ATS05    | 2,20                      |

Кай, Беверлі, Вінтер, Гаррісон, детектив Семюелс, Айві, Гері та оператор Беверлі, Р. Дж. в масках клоунів вриваються до будинку Боба і знімають його вбивство. Доктор Руді Вінсент виявляється старшим братом Кая і Вінтер.
| Номер серії | Номер серії у сезоні | Назва серії                                      | Режисер(и)   | Сценарист(и) | Оригінальний показ | Код серії | Глядачі США (у мільйонах) |
| ----------- | -------------------- | ------------------------------------------------ | ------------ | ------------ | ------------------ | --------- | ------------------------- |
| 79          | 6                    | «Середньозахідний вбивця» «Mid-Western Assassin» | Бредлі Букер | Тодд Кубрак  | 10 жовтня 2017     | 7ATS06    | 2,15                      |

Еллі хоче переконати доктора Руді, що культ існує і приводить до нього Медоу. Але вона вирішує діяти по своєму. Культ проникає в будинок Саллі, її вбиває Кай і підлаштовує усе під самогубство. В цей час у ванній ховається Еллі. На політичній акції наступного дня Медоу стріляє в кількох людей, в тому числі і Кая. Коли Еллі намагається забрати пістолет у Медоу та вистрілює собі в рот. 
| Номер серії | Номер серії у сезоні | Назва серії                                                                                   | Режисер(и)      | Сценарист(и) | Оригінальний показ | Код серії | Глядачі США (у мільйонах) |
| ----------- | -------------------- | --------------------------------------------------------------------------------------------- | --------------- | ------------ | ------------------ | --------- | ------------------------- |
| 80          | 7                    | «Валері Солана померла за ваші гріхи: покидьок» «Valerie Solanas Died for Your Sins: Scumbag» | Рейчел Голдберг | Крістал Лью  | 17 жовтня 2017     | 7ATS07    | 2,07                      |

Еллі опиняється у психіатричній лікарні. Кай здобуває вакансію у Міській раді. Беверлі, Вінтер і Айві попереджає Бібі Беббот про небезпеку вірити Каю. Бібі каже, що чоловіки на владних посадах завжди відштовхують жінок вбік. Беверлі, Вінтер і Айві вбивають Гаррісона через сексистські коментарі.
| Номер серії | Номер серії у сезоні | Назва серії                                     | Режисер(и)    | Сценарист(и) | Оригінальний показ | Код серії | Глядачі США (у мільйонах) |
| ----------- | -------------------- | ----------------------------------------------- | ------------- | ------------ | ------------------ | --------- | ------------------------- |
| 81          | 8                    | «Зима нашої тривоги» «Winter of Our Discontent» | Барбара Браун | Джошуа Грін  | 24 жовтня 2017     | 7ATS08    | 2,06                      |

Вінтер переконує Беверлі і Айві, що Кай надійний. І розповідає як вони рятували замучених полонених пастора. Семюелс намагається зґвалтувати Вінтер, і вона стріляє йому в голову.  Еллі виходить з психіатричної лікарні і хоче повернути сина. Після деяких подій вона приєднується до культу.
| Номер серії | Номер серії у сезоні | Назва серії                             | Режисер(и)      | Сценарист(и) | Оригінальний показ | Код серії | Глядачі США (у мільйонах) |
| ----------- | -------------------- | --------------------------------------- | --------------- | ------------ | ------------------ | --------- | ------------------------- |
| 82          | 9                    | «Випийте Коол-Ейд» «Drink the Kool-Aid» | Анджела Бассетт | Адам Пенн    | 31 жовтня 2017     | 7ATS09    | 1,48                      |

Кай з захватом розповідає своїм прихильникам про лідерів культу. Кай висловлює бажання балотуватися в Сенат. Айві і Еллі намагаються втекти, але культ викрадає Оза. Згодом, Кай вимагає від кожного члена культа випити отруєного Коол-Ейда, щоб побачити їх вірність. Тим часом, Еллі отруює їжу Айві миш'яком, і та помирає. Щоб захистити Оза від шкоди, Еллі надає Каю докторські докази того, що він був її донором сперми і є біологічним батьком Оза.
| Номер серії | Номер серії у сезоні | Назва серії                                                 | Режисер(и)   | Сценарист(и)              | Оригінальний показ | Код серії | Глядачі США (у мільйонах) |
| ----------- | -------------------- | ----------------------------------------------------------- | ------------ | ------------------------- | ------------------ | --------- | ------------------------- |
| 83          | 10                   | «Чарльз (Менсон) за головного» «Charles (Manson) in Charge» | Бредлі Букер | Раян Мерфі та Бред Фелчак | 7 листопада 2017   | 7ATS10    | 1,82                      |

Психічний стан Кая погіршується. У нього галюцинації, в яких він бачить Чарльза Менсона. Він налаштовує його на певні дії. Еллі каже, що Вінтер «кріт» і Кай її задушує зі сльозами на очах. Пізніше, Еллі помічає справжнього «крота» — Спідвегона.
| Номер серії | Номер серії у сезоні | Назва серії                  | Режисер(и)     | Сценарист(и) | Оригінальний показ | Код серії | Глядачі США (у мільйонах) |
| ----------- | -------------------- | ---------------------------- | -------------- | ------------ | ------------------ | --------- | ------------------------- |
| 84          | 11                   | «Велика знову» «Great Again» | Дженніфер Лінч | Тім Майнір   | 14 листопада 2017  | 7ATS11    | 1,97                      |

Еллі вбиває Спідвегона, дізнаючись, що він інформатор для державної поліції. Далі вона дає підказки ФБР наступного місця злочину культу — підвал Кая. Виявляється Еллі раніше була завербована ФБР, про що вона зізнається Беверлі. Кай встановлює власний культ за ґратами і знаходить шлях для свого звільнення. Еллі і Беверлі займаються політичною діяльністю. Кай намагається вбити Еллі, але гине сам. Еллі отримує місце в Сенаті і йде на зустріч із групою «наділених повноваженнями жінок, які хочуть змінити систему».

## Цікаві факти
- сцена масової перестрілки у шостій серії сезону була відредагована через трагічні події в Лас-Вегасі 1 жовтня 2017 року, внаслідок чого тоді загинуло 59 осіб, а понад 500 осіб отримали травми різної складності. В новому варіанті епізод став менш кривавим і жорстоким, ніж початково планувався.